# Jerzy Bielecki (aktor)
Jerzy Bielecki (ur. 4 stycznia 1922 we Lwowie, zm. 28 grudnia 2010 we Wrocławiu) – polski aktor teatralny i filmowy.

## Życiorys
4 sierpnia 1944 roku miał miejsce jego debiut teatralny. Występował w następujących teatrach:
- Teatr Dramatyczny we Lwowie (1944–1945)
- Teatr Śląski w Katowicach (1945–1967)
- Teatr Polski w Bielsku-Białej (1967–1970)
- Teatr Współczesny we Wrocławiu (1970–1975)
- Teatr Dramatyczny im. J. Szaniawskiego w Wałbrzychu (1975–1981)
- Teatr Dramatyczny im. Jerzego Szaniawskiego w Płocku (1981–2004)

## Filmografia
- 1964: Pięciu
- 1964: Koniec naszego świata − więzień Oświęcimia
- 1969: Sól ziemi czarnej
- 1977: Czysta chirurgia
- 1978: Życie na gorąco − inspektor (odc. 7)
- 1980: Kłusownik
- 1982: Na tropach Bartka
- 1987: 07 zgłoś się − Emil Nawrocki, współszef gangu "Złocistego" (odc. 20)

## Teatr Telewizji
Wystąpił w kilku spektaklach Teatru Telewizji. Zagrał m.in. rolę porucznika Bema w spektaklu Sława i chwała (1963).

## Wybrane role Teatralne
- "Wesele" (1945) − Jasiek
- "Wieczór trzech króli" (1946) − strażnik II
- "Antygona" (1946) − starzec tebański
- "Warszawianka" (1946) − literat
- "Taniec księżniczki" (1947) − Andrzej
- "Sen nocy letniej" (1947) − dworzanin
- "Dom otwarty" (1948) − Adolf
- "Mieszczanin szlachcicem" (1948) − Kleont
- "Żołnierz królowej Madagaskaru" (1948) − Władysław Mącki, junior
- "Pan inspektor przyszedł" (1949) − inspektor Goole
- "Zemsta" (1949) − Maciej Miętus
- "Królowa przedmieścia" (1949) − Zygmunt
- "Mizantrop" (1951) − Lokaj
- "Rodzinka" (1952) − Henryk Montivault
- "Mazepa" (1953) − Zbigniew
- "Maturzyści" (1955) − Paluszkiewicz
- "Zaproszenie do zamku" (1956) − Patryk Bombelle
- "Śmierć Dantona" (1957) − Herman
- "Zbrodnia na wyspie kóz" (1957) − Angelo
- "Wesele Figara" (1958) − Hrabia Almaviva
- "Zbrodnia i kara" (1959) − Porucznik Proch
- "Czarna Mańka" (1960) − Mieczysław Szapiro
- "Rewizor" (1961) − Szpiekin
- "Dziady drezdeńskie" (1962) − Diabeł I; Gubernator
- "Hamlet" (1963) − Woltymand
- "Świętoszek" (1963) − oficer
- "Kot w butach" (1964) − szambelan
- "Kremlowskie kuranty" (1964) − Dzierżyński
- "Don Kichote" (1965) − chłop; Rajfur
- "Pan Wokulski" (1968) − Kazimierz Starski
- "Fantazy" (1968) − Hrabia Fantazy Dafnicki
- "Kopernik" (1972) − Mikołaj Kopernik
- "Pan Wokulski" (1973) − Ignacy Rzecki
- "Fedra" (1979) − Tezeusz
- "Przed sklepem jubilera" (1981) − Adam
- "Moralność pani Dulskiej" (1982) − Dulski
- "Wiśniowy sad" (1983) − Firs
- "Oni" (1983) − Melchior Abłaputo
- "Rozmowy z katem" (1984) − Kazimierz Moczarski
- "Nie-boska komedia" (1985) − Filozof-Przechrzta
- "Ożenek" (1985) − Anuczkin
- "Sen srebrny Salomei" (1986) − Wernyhora
- "Kolacja na cztery ręce" (1986) − Jan Sebastian Bach*
- "Poskromienie złośnicy" (1987) − Vincentio
- "Pierścień i Róża" (1988) − Arcybiskup
- "Pornografia" (1989) − Fryderyk
- "Zemsta" (1989) − Rejent Milczek
- "Jeremiasz" (1991) − Jeremiasz
- "Kartoteka" (1993) − Nauczyciel
- "Don Juan" (1994) − Don Luis
- "Ania z zielonego wzgórza" (1994) − Mateusz
- "Balladyna" (1994) − lekarz koronny
- "Gwałtu co się dzieje!" (1995) − Błażej
- "Wesele kumoszki z Windsoru" (1998) − Wielebny Hugh Evans
- "Pan Tadeusz" (1998) − Gerwazy
- "Makbet" (2001) − Caithness

## Odznaczenia i nagrody
- Złoty Krzyż Zasługi (1985)
- Srebrny Krzyż Zasługi (1980)
- Medal 10-lecia Polski Ludowej (1955)
- Złota Iglica (1979)